# 학대죄
학대죄(虐待罪)는 자기의 보호 또는 감독을 받는 사람을 학대하는 죄이다. 2년 이하의 징역 또는 500만원 이하의 벌금에 처한다(273조 1항). '학대'는 정신적 또는 신체적으로 가혹한 대우를 하는 것이다. 가혹한 행위(125조,277조)보다 범위가 좁고 폭행 이외의 것을 말한다. 그러나 어느 정도에 이르면 학대가 되는가를 법질서의 이념에 비추어 구체적 사정에 따라 결정할 수밖에 없다. 예컨대 사람이 일상생활을 영위함에 있어서 보통 필요로 하는 정도의 주식(主食)을 지속적으로 급여하지 않는다든가, 필요로 하는 정도의 수면·휴식 등을 허용하지 않는 것 등을 말한다. 존속학대(273조 2항)의 경우에는 형을 가중하고 학대치사상(275조)의 경우에는 상해죄와 비교하여 중한 형으로 처단한다.

## 판례
- 학대죄는 자기의 보호 또는 감독을 받는 사람에게 육체적으로 고통을 주거나 정신적으로 차별대우를 하는 행위가 있음과 동시에 범죄가 완성되는 상태범 또는 즉시범이다.[1]

## 같이 보기
- 아동학대범죄의 처벌 등에 관한 특례법
- 대한민국 형법 제273조 학대, 존속학대
- 대한민국 형법 제275조 유기등 치사상
- 대한민국 형법 제277조 중체포, 중감금, 존속중체포, 존속중감금
- 대한민국 형법 제125조 폭행, 가혹행위
- 가스라이팅